# Hodgdon
Hodgdon – miasto w Stanach Zjednoczonych, w stanie Maine, w hrabstwie Aroostook.